# Histoire de l'islam

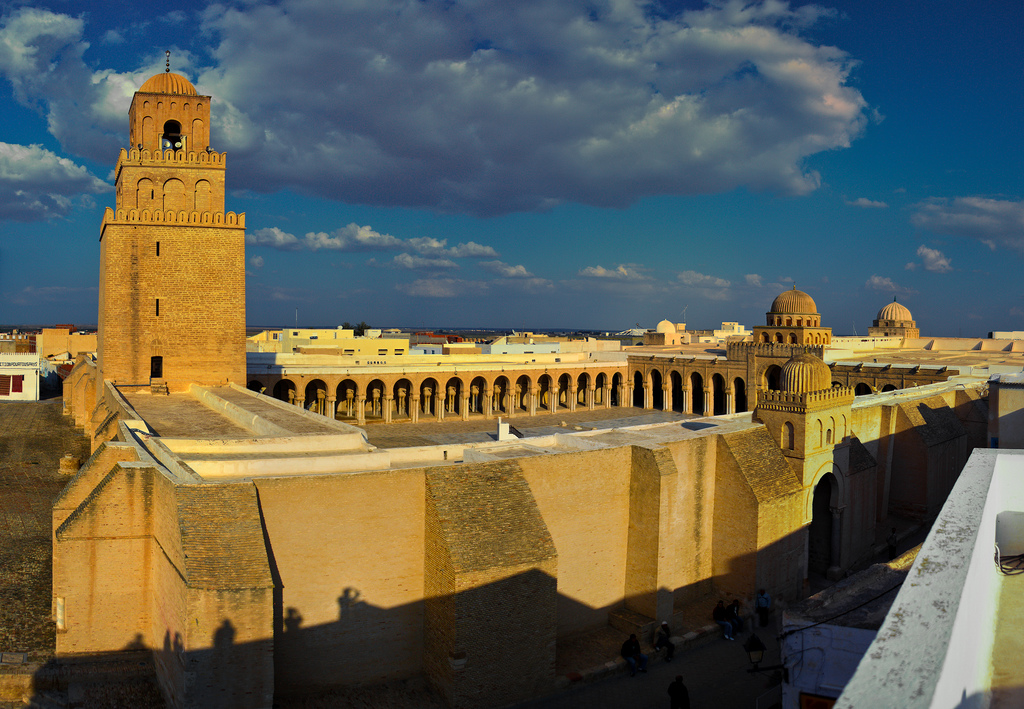
Vue de la grande mosquée de Kairouan, en Tunisie. Édifiée à partir du VIIe siècle, elle est la plus ancienne mosquée de l'Occident musulman.

L'histoire de l'islam débute en Arabie au VIIe siècle avec l'apparition de Mahomet, son prophète majeur. Comme la plupart des religions du monde, l’évolution historique de l'islam a eu un impact significatif sur l'histoire politique, économique, et militaire dans et, à partir des sciences des peuples conquis, formant une civilisation qualifiée d'islamique.
Un siècle après la mort de Mahomet en 632, un empire islamique s'est étendu de l'océan Atlantique dans l'ouest vers l'Asie centrale dans l'est. Celui-ci n'est pas resté unifié longtemps ; le nouveau régime a rapidement fini en guerre civile, nommée Fitna. Le monde musulman se divisa alors en dynasties rivales réclamant le califat, ou la conduite du monde musulman, et beaucoup d’empires islamiques ont été gouvernés par un calife incapable d'unifier le monde islamique.
Le concept du monde islamique peut être plus ou moins utile en observant les différentes périodes de l'histoire. La culture islamique encourage l'identification avec une communauté quasi-politique des croyants, l'oumma, et ce principe a influencé le comportement d'un certain nombre d'acteurs dans l'histoire. L'histoire de l'islam est étroitement liée à l'histoire politique, économique, et militaire.
L'histoire de l'islam implique donc une histoire de la foi islamique comme religion et de l'institution sociale qui en découle.

## Origines de l'islam
Certains travaux remettent en cause la présentation traditionnelle des origines de l'islam, aussi bien dans ses origines, sa naissance et sa diffusion. Ainsi par exemple Alfred-Louis de Prémare vise à éclairer l’histoire des débuts de l’islam en rompant avec un processus chronologique d’exposition et en insistant sur trois axes d'exposition : les marchands, les conquérants et les scribes, parce que ces trois approches permettent à l’auteur de situer les Arabes dans le contexte du Proche-Orient de l’époque. Pour cet auteur, « Autant dire que toute biographie du prophète n'a de valeur que celle d'un roman que l'on espère historique ». D'autres aspects de la naissance sont remis en cause. Ainsi, les recherches récentes de Robert Kerr, situent la naissance de l'islam en Arabie pétrée (c’est-à-dire la Cisjordanie actuelle et le Sinaï) et non dans les territoires de l’Arabie désertique.

### Naissance de l'islam selon la tradition musulmane
Avant Mahomet, l'Arabie est peuplée de nomades ou bien d'agriculteurs vivant dans les oasis au nord, ou dans les secteurs plus fertiles au sud au Yémen, parlant l’arabe et qui suivent majoritairement des religions polythéistes. Quelques tribus ont néanmoins pour confession le judaïsme ou le christianisme. La ville de La Mecque est déjà un centre religieux, pour certains des polythéistes arabes.
Selon l'historiographie traditionnelle, Mahomet serait né vers 570-571 à La Mecque. Orphelin dès son jeune âge, il est élevé par son grand-père puis par son oncle. Il entre au service d'une riche veuve, Khadija, qui organise des caravanes marchandes. Assurée de l'intégrité de cet homme, ils se marient ; elle est âgée de 40 ans et lui de 25 ans. C'est en 610 que, pour la première fois, l'archange Gabriel (Jibrîl) lui apparaît dans la grotte de Hira où il a coutume de se recueillir, et lui transmet la révélation, la parole de Dieu.
Sans tarder, Mahomet fonde un groupe de croyants qui s'appelleront les musulmans : nommés ainsi en référence au prophète Abraham (Ibrāhīm). Musulman, est celui qui se donne, qui se soumet volontairement à Allah, « Dieu ». Mahomet et ses compagnons sont persécutés par les Mecquois. L'ordre est donné aux musulmans mecquois d'émigrer à Yathrib (Médine) en 622. En 624, la bataille de Badr éclate. Les Mecquois prendront leur revanche lors de la bataille de Uhud, en 625. En 630, Mahomet, à la tête de dix mille hommes, marche sur La Mecque qui se rend rapidement. De nombreux habitants se convertissent alors à l'islam. Mahomet retourne plus tard à Médine, où il meurt en 632 âgé de soixante-trois ans après une courte maladie.

## Califat des Rachidoune (632-661)
À la suite de la disparition de Mahomet, quatre califes appelés les Bien Guidés (voir Califat des Rachidoune) se succédèrent de 632 à 661 pour administrer le califat de Médine. Les quatre successeurs Bien Guidés sont Abû Bakr (632-634), Omar, (634-644), Uthman, (644-656), Ali (656–661). Cette période trentenaire fut une phase importante de l'expansion de l'Islam, mais elle souleva aussi une importante question sur les règles de successions qui fut à l'origine d'une division profonde du monde musulman (voir Sunnisme et Chiisme). Abou Bakr, pendant son très court règne est préoccupé par des guerres contre des faux prophètes (voir Apostasie dans l'islam) et la répression des révoltes tribales.
Le califat d'Omar voit des victoires décisives sur les empires byzantin et sassanide. De nouveaux territoires sont conquis : le Levant, l'Égypte, la Cyrénaïque, l'Anatolie du Sud-Est, l'Anatolie orientale, la région d'Artvin, l'Adjarie, la Samtskhé-Djavakhétie, la Basse Kartlie, le nord de l'Arménie orientale, l'Irak et l'Iran (à l'exclusion de l'Atropatène, du Tabarestan du Khorassan et du Fars).

### Début des Foutoûhâts

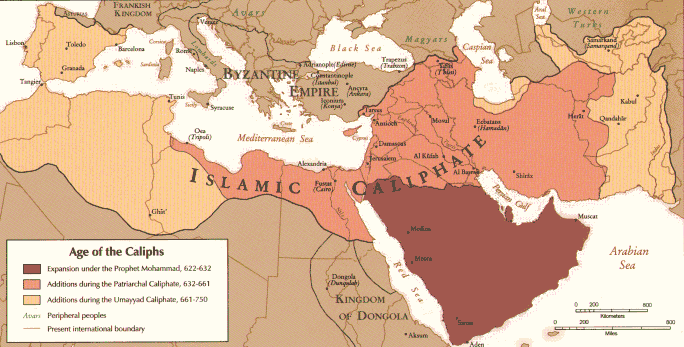
L'expansion musulmane durant la période du Califat.
Couleur Rouge foncé : Expansion sous Mahomet (622-632) ; Couleur saumon : Expansion de 632 à 661 ; Couleur sable : Expansion de 661 à 750.

Prophétisées par Mahomet, c'est le deuxième calife de l'islam Omar ibn al-Khattâb qui initie les Foutoûhât (« ouvertures à l'islam »).

#### Guerres contre l'Empire Byzantin (632-718)
- 635 : Conquête de la Syrie ;
- 639 : Conquête de l'Arménie et de l'Égypte ;
- 642 : Conquête de l'Afrique du Nord ;

Selon Robert Kerr, aucune trace d'une invasion musulmane de l'Arabie pétrée et l'archéologie n'a pas mis au jour de rupture particulière avant le VIIIe siècle.

#### Conquête de l'Empire Perse (636-651)
La Conquête islamique de l'Iran (637-651) aboutit à la fin de l'empire Sassanide et au déclin de la religion zoroastrienne en Iran (Perse). Au cours des siècles, la plupart des peuples iraniens, y compris les Persans et dans une moindre mesure les Kurdes, se convertirent à l'Islam chiite à partir du zoroastrisme. Les acquis de la civilisation perse précédente ne furent pas perdus, mais en grande partie repris par la nouvelle entité chiite, la séparant un peu plus du sunnisme.

#### Conquête de l'Afghanistan (637-709)
Avant l'arrivée des Arabes en 637, le bouddhisme était présent partout en Afghanistan avec le zoroastrisme.
Tamerlan engloba l'Afghanistan dans son empire, dont la capitale était Samarcande. Sous ses successeurs, les Timourides, Hérat aurait été, avec Samarcande, l'un des phares de la période culturelle et artistique brillante, qui couvre le XVe siècle, appelée Renaissance timouride.

#### Conquête de l'Afrique du Nord (640-709)

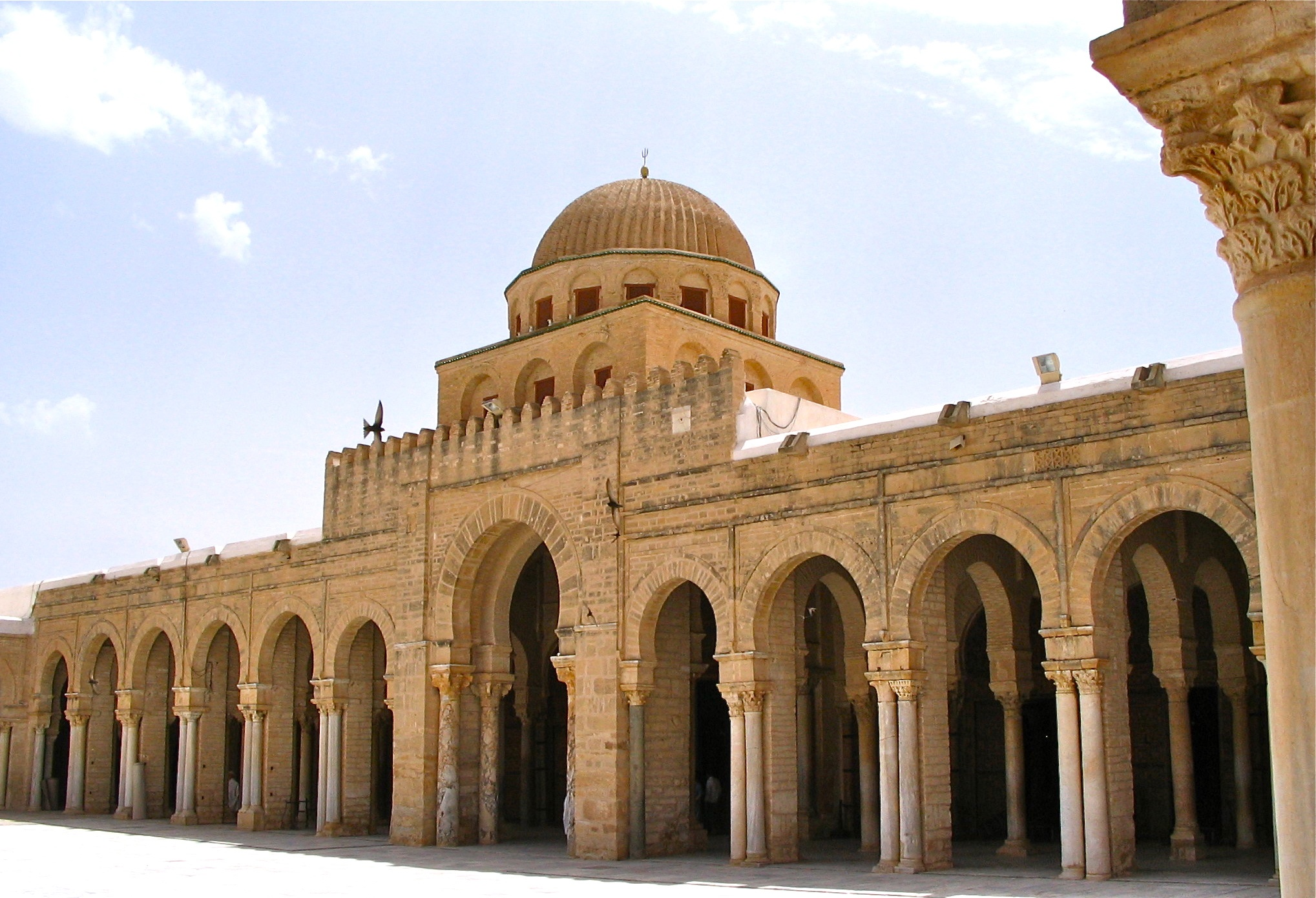
La grande mosquée de Kairouan fondée en 670

En 642, les Arabes sont présents à Barqa et à Tripoli ; l’Égypte est conquise, les coptes chrétiens accueillent sans réticence particulière les Arabes. Al-Fustât est fondée, et servira de base arrière à la conquête. Omar ibn al-Khattâb refuse d’annexer l’Ifriqiya, qu’il considère mufarriqa (perfide), et s’oppose à toute expédition. Il meurt en 644, et Uthmân, dès 647, autorise les premiers raids.

### La genèse de l'islam
Contrairement à l'historiographie traditionnelle, les études scientifiques menées sur la naissance de l'islam défendent une mise en place longue de celle-ci. Ainsi, dans L'Islam en débats, Françoise Micheau précise qu'« Il faut attendre la fin du VIIe siècle pour trouver le nom de Muhammed (Mahomet) ». Bien que critiquées dans ses conclusions, les données de cette thèse ont été réétudiées par Frédéric Imbert pour qui cette apparition tardive témoigne davantage d'une évolution dans l'expression de la foi.
Si la prédication d'une nouvelle doctrine se développe du vivant de Mahomet, William Montgomery Watt écrit « on estime en général que le dogme ne s’est développé qu’à partir du califat de ʿAlī », quatrième calife dans la seconde moitié du VIIe siècle.

### Historicité des récits concernant les califes rachidoune
Les années suivant la mort de Mahomet voient des évolutions importantes, comme l’expansion territoriale, la mise en place d’un corpus textuel, d’une nouvelle religion et d’un nouveau pouvoir (le califat), l’expansion de la langue arabe. L’étude de cette période reste complexe, pour des raisons méthodologiques et l’état des sources. La plupart des sources musulmanes sur cette période date du IXe siècle et provient de l’extérieur de l’Arabie tandis que des sources plus anciennes non-musulmanes ont connu un intérêt nouveau. Un débat méthodologique existe sur la réception de ces sources.
« Ce passé primordial arabo-musulman se donne, en effet, à lire comme un récit composé a posteriori et visant à légitimer un pouvoir musulman confronté à ses propres divisions et à la splendeur des empires passés ». Cette histoire est une construction des IXe et Xe siècles. Les récits des conquêtes (futuh) ont ainsi été étudiés et ces ouvrages trahissent parfois des buts politiques propres au IXe siècle. Ainsi, l’ouvrage d’al-Baladhuri est, par exemple, influencé par les questions fiscales des conquêtes califales. Certains de ces textes conservent un noyau historique (du IIe siècle de l’Hégire) qu’il est parfois difficile à mettre au jour.
Il est donc difficile de déterminer l’histoire des premières conquêtes musulmanes. Ainsi, il n’est pas encore possible de dater la première prise de Jérusalem précisément (636 ou 638), ce qui pourrait avoir une incidence importance, la question de savoir si Mahomet était alors vivant durant ces premières conquêtes étant posée. Le problème est rendu plus complexe par l’indétectabilité de ces conquêtes. Ces conquêtes, dont les causes et moyens sont plus complexes que ce qui est généralement avancé, ont occasionné la création d’un état « qui se définit progressivement comme musulman ».
Selon les traditions musulmanes, la période préalable au califat Ommeyades est composée de la succession de plusieurs califes surnommés "rachidoune". Ce récit se lit comme un édifice narratif et pour el-Hibry comme une parabole. Selon Humphrey, ce récit datant du IXe – Xe siècle est construit selon un principe de pacte-trahison-rédemption. Le califat rachidoune est donc une construction abbasside permettant de rêver un âge d’or, bien que les recherches permettent d’attester qu’un fond historique existe. La notion de rachidoune, de califes « bien guidés », date elle-même du IXe siècle. Les premières listes califales, issues de textes syriaques de l’époque ommeyade, ne citent pas Ali comme calife, en cohérence avec la pensée ommeyade. De même, le titre a pu être donné à d’autres califes comme Omar ibn Abd al-Aziz.

## Califat des Ommeyades (661-750)
À la suite de la guerre civile ayant opposé principalement Muʿāwiyah ibn ʾAbī Sufyān, gouverneur de Syrie, au calife ʿAlī ibn ʾAbī Ṭalib, et après l'assassinat de ce dernier, Muʿāwiyah fonde le Califat omeyyade en prenant Damas comme capitale et qui devient, au fil des conquêtes, le plus grand État musulman de l'Histoire. C'est alors seulement qu'on commence à évoquer des prophéties et miracles de Mahomet tous inconnus du temps du calife Al-Mamoun.
Devant une expansion aussi importante et l'incorporation de populations non musulmanes toujours de plus en plus nombreuses, des problèmes d'assimilation, mais aussi de financement, ne tardent pas à se manifester. Les non musulmans (chrétiens, juifs, zoroastriens, etc.) jouissent d'une relative liberté de culte et d'une large autonomie judiciaire, mais ils sont soumis à l'impôt de la ǧizyah en plus de n'être pas admis au service militaire : c'est le prix de leur "protection". Certaines provinces connaissent des troubles récurrents qui poussent à bout les finances de l'État afin de pacifier des régions souvent éloignées, mettant en danger une stabilité politique difficile sur un aussi vaste territoire. Ces troubles sont souvent dus à une inégalité sociale entre les musulmans arabes et les populations conquises, mais également entre tribus arabes rivales.
L'administration du Califat omeyyade est organisée en trois grandes branches qui traitent les différentes affaires du Califat : les affaires religieuses, les affaires politiques et militaires et les affaires fiscales. Ce n'est que sous ʿAbd Al-Malik que l'arabe finit par s'imposer dans les différentes administrations provinciales en tant que langue officielle unique.
De célèbres bâtiments, comme le dôme du Rocher ou la Grande mosquée des Omeyyades, sont construits pendant leur règne. Cependant, les califes omeyyades, à l'exception notable de ʿUmar II, souffrent d'une mauvaise réputation dans l'historiographie musulmane, principalement chiite. Les adversaires des Omeyyades leur reprochent non seulement d'avoir transformé le califat d'institution religieuse en institution dynastique et héréditaire, mais aussi d'avoir exterminé la famille du prophète de l'islam. Le nationalisme arabe considère la période omeyyade comme une partie de l'âge d'or arabe, qu'il aspire à restaurer. Cette nostalgie de la période omeyyade est sans surprise vive en Syrie, noyau du Califat omeyyade.
L’historiographie a omis de mentionner certains califes ommeyades. Al-Zubayr, parfois décrit par les sources comme un simple rebelle, a visiblement été le calife légitime quelque temps avant d’être oublié.

### Poursuite des Foutoûhâts
Les successeurs de Muʿāwiyah Ier étendent les frontières du Califat de l'Indus jusqu'à la péninsule Ibérique, entrant en guerre à plusieurs reprises notamment avec l'Empire byzantin et l'Empire khazar, et faisant disparaître le Royaume wisigoth. Les Omeyyades vont même au-delà des Pyrénées avant d'être arrêtés par le Duché d'Aquitaine à la Bataille de Toulouse (721) puis par Charles Martel à la bataille de Poitiers (732).
717-718 : second siège de Constantinople.

#### Conquête de la péninsule ibérique (711-718)
Les Arabes, sous le commandement du général berbère Tarik ibn Ziyad, commencèrent la conquête du Sud de l'Espagne — ou al-Andalus — en 711. Une troupe menée par Tarik intervint pour mener des raids lors d'une guerre civile dans le royaume wisigoth en Hispanie. Après avoir traversé le détroit de Gibraltar (nommé d'après le général), il remporta une victoire décisive le 19 juillet 711, lors de la bataille de Guadalete, au cours de laquelle le roi wisigoth Rodéric fut vaincu et tué. Le commandant de Tariq, Musa bin Nusair, débarqua alors avec des renforts substantiels, et en 718 les musulmans dominaient la plus grande partie de la péninsule. Selon certaines sources arabes et chrétiennes ultérieures, un autre raid, plus précoce, aurait été conduit par un certain Tarif ibn Malik en 710. D'autre part, dans la recension Ad Sebastianum de la Chronique d'Alphonse III, il est fait référence à une attaque arabe incitée par Ervige pendant le règne de Wamba (672-680). Les deux grandes armées avaient peut-être été dans le Sud de l'Espagne pendant un an avant la bataille décisive de Guadalete.
Les dirigeants d'Al-Andalus reçurent le grade d'émir du calife omeyyade Al-Walid Ier de Damas. Après l'arrivée des Abbassides au pouvoir, certains Omeyyades s'enfuirent en Espagne musulmane pour s'y établir. À la fin du Xe siècle, le souverain Abd al-Rahman III reprit le titre de calife de Cordoue (912-961). Rapidement, les Omeyyades œuvrèrent au développement d'un État, avec Cordoue (Córdoba) comme capitale. Al-Hakam II hérita du califat après la mort de son père, Abd ar-Rahman III, en 961. Il fit la paix avec les royaumes chrétiens du Nord de la péninsule ibérique, et profita de la stabilité ainsi obtenue pour développer l'agriculture en faisant construire des ouvrages d'irrigation. Le développement économique fut également encouragé par l'élargissement des rues et la construction de marchés. La période du Califat est reconnue comme l'apogée de la présence musulmane dans la péninsule.

Le califat omeyyade s'effondra en 1031 à la suite de divisions politiques et de troubles civils au cours du règne de Hicham II, qui avait été évincé en raison de son indolence. Al-Andalus fut ensuite divisé en un certain nombre d'États appelé Taïfas (arabe, Muluk al- ṭawā'if ; « petits royaumes »). Cette décomposition affaiblit les musulmans de la péninsule ibérique par rapport aux royaumes chrétiens du Nord. Certains des Taïfas, comme celui de Séville, furent contraints de conclure des alliances avec les princes chrétiens et de verser de l'argent en témoignage d'hommage à la Castille.

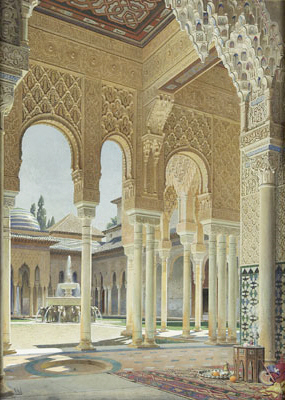
Les intérieurs de l'Alhambra à Grenade en Espagne, décorés d'arabesques.

#### Fin des Foutoûhâts (718-750)
732 À Poitiers, Charles Martel donne un coup d'arrêt à l'invasion musulmane en Gaule.
740-741 Grande révolte berbère kharidjite au Maghreb.
750 La défaite du calife ommeyade Marwan entraîne le massacre de toute sa famille, à l'exception d'Abd al-Rahman qui réussit à gagner l'Espagne pour y constituer en 756 l'émirat de Cordoue.

### Ruptures religieuses et mise en place de l'islam
Au VIIe siècle, naissent les trois courants : sunnisme, chiisme et kharidjisme Ces oppositions et divisions ont entraîné «une grande diversité de doctrine» à laquelle les courants ont répondu dans l'énonciation du dogme et par le développement de la réflexion théologique.
Les ommeyades ont souffert de l’historiographie négative de l’époque abbasside. Elle les a présenté comme une dynastie impie, alors qu’ils sont à l’origine même de la notion de « calife de Dieu ». Cette dynastie voit des évolutions religieuses importantes. La figure de Mahomet reçoit une place nouvelle à partir d’Abd al-Malik et la shahada complète (à deux parties) apparaît alors. Le temps de la seconde fitna est celui de la construction d’une identité musulmane et de ses rituels. Le rôle de plusieurs savants marwanides dans la formation de l’islam, comme dans l’exemple de la mise en place de la figure du Cadi, et la tentative de créer une orthodoxie musulmane a été mis en lumière par Judd.
Certains historiens, comme William Montgomery Watt ou Alfred-Louis de Prémare, estiment que le Coran fut mis à l'écrit entre 685 et 715.

## Califat des Abbassides (750 - 1258): l'âge d'or de l'islam
Le califat abbasside se met en place sous le règne d'Abû al-Abbâs As-Saffah, descendant d'un oncle de Mahomet. Elle arrive au pouvoir à l'issue d'une véritable révolution menée contre les Omeyyades, apparentés de manière plus éloignée au prophète de l'islam. Ils veulent un État plus profondément musulman, où les Iraniens convertis à l'islam auront une part égale à celle des Arabes. Après plus de trois ans de guerre, le général abbasside Abû Muslim triomphe des Omeyyades en 750 à la bataille du Grand Zab. Il a été proclamé calife en 749. Sous les Abbassides, le centre de gravité de l'islam se déplace de la Syrie vers l'Irak où une nouvelle capitale est fondée en 762 : Bagdad. La civilisation arabo-musulmane est à son apogée, dans un empire qui s'étend de l'Ifriqiya aux rives de l'Indus.
Paradoxalement, c’est aussi sous leur direction que commence le lent déclin de la civilisation arabo-musulmane. L’empire gigantesque conquis sous les premiers califes et ensuite sous les Omeyyades a arrêté son expansion ; en Espagne puis en Égypte et en Tunisie, des souverains locaux arrachent leur indépendance et réclament le titre et la dignité califales, tandis que les tribus turques fraichement converties à l’islam (Bouyides, puis Seldjoukides) prennent de plus en plus d’importance au sein de l’empire. Malgré ces difficultés la dynastie abbasside survit jusqu’au XIIIe siècle lorsque les Mongols assènent le coup de grâce en détruisant la grande capitale Bagdad et cela dans l’indifférence du monde musulman.
L'apogée de cette dynastie se trouve sous Hâroun ar-Rachîd au IXe siècle avant une perte de puissance politique. À partir du Xe siècle, elle perd son rôle politique et, placée sous tutelle, n'exerce plus qu'un rôle religieux.

### Création de la Bayt al-Hikma
La révolution intellectuelle débute très rapidement. À partir du VIIIe siècle les intellectuels du Moyen-Orient confrontent leurs convictions en utilisant les sciences et les philosophies grecques.
Encouragée par le califat abbasside d'Al Ma'mun à partir du IXe siècle par la création de la bayt al hikma « Maison de la Sagesse », le développement de la philosophie s'accompagne de traductions d'ouvrages grecs par les chrétiens syriaques et nestoriens16. La philosophie islamique n'est pas que la philosophie des musulmans mais aussi d'autres religions, comme les chrétiens et les juifs17.
De grands noms de philosophes sont connus : Al-Kindi, d'Al-Fârâbî, d'Ibn Sina (Avicenne), et d'Ibn Rushd (Averroès). Même si ces derniers étaient critiqués par les juristes musulmans18. Ainsi, Averroès a vu ses livres brûlés et il a été accusé d'hérésie19. L'interdit du doute religieux en islam a limité le développement de la philosophe au détriment des sciences non-théoriques 18
Ce développement s'est accompagné de modifications de la langue arabe afin de pouvoir exprimer les idées philosophiques16.

### Réformes religieuses

#### Basculement de l'oral vers l'écrit
Le califat abbasside voit se mettre en place une fixation de la religion musulmane. Ainsi, la sîra et les hadiths sont mis par écrit par des écrivains des deuxième, troisième et quatrième siècles de l'ère musulmane (approximativement du IXe au XIe siècle de l'ère commune.), et qui auraient permis, selon Anne-Marie Delcambre, la fabrication d'une vie exemplaire pour Mahomet et ses compagnons. Pour l'historienne Jacqueline Chabbi : "Parmi les convertis, dans les villes, la masse de la population veut un modèle pratique. La tradition prophétique s’invente à ce moment-là, à travers ce qu’on appelle les hadiths, c’est-à-dire les paroles et les actes prêtés au prophète sur lesquels on veut calquer sa conduite. Mais c’est une figure complètement reconstruite" Des chaînes de transmission orale sont alors reconstruites tardivement. Les hadiths présentent la vision de Mahomet du IXe siècle et participent donc à la mise en place d'une figure de prophètes avant tout religieux qui s'inscrit dans la continuité de prophètes du judaïsme, comme Moïse.
L'écriture pleine (diacritique et vocalique) se généralise à partir du IXe siècle même si « au IXe siècle, il n’est pas rare de trouver des copies du Coran très incomplètement pourvus de diacritiques ». En 934 et en 935, les condamnations d'Ibn Miqsam et d'Ibn Shannabûdh montrent la circulation de variantes du coran ne correspondant pas à la version officielle d'Othman,

#### Construction d'une orthodoxie
Pour Sabrina Mervin, « la construction de l'orthodoxie sunnite» s’achève au Xe – XIe siècle. À cette époque, les commentaires sur le Coran sont nombreux. comme ceux de Tabari. C'est le début de l'époque classique du Tafsir. Le Xe siècle est aussi la période durant laquelle naît l’exégèse allégorique du texte coranique. Cette méthode d'exègèse sera importante dans le chiisme et le soufisme.

#### Fermeture de l'Ijtihâd
Pourtant, en 1018, le calife abbasside Al-Qadir publie et fait lire une « profession de foi », la « Risâla al-qâdiriya », limitant l'exégése et prônant le hanbalisme en tant que doctrine officielle. Par celle-ci, il condamne le chiisme, le Mutazilisme ainsi que l'Asharisme. Cette interdiction de l'interprétation a fait débat tout au long de l'histoire.

## Califat des Fatimides (909-1171)
À l'origine du mouvement fatimide on trouve le dâ`i ismaélien Abu Abd Allah ach-Chi'i un arabe yéménite qui, entre la fin du IXe siècle et le début du Xe siècle, prêche au profit des Fatimides depuis Ikjan, dans les Babors en petite Kabylie, où il trouve un écho favorable, parvenant à se rallier de nombreux partisans chez les Berbères, et à partir de laquelle il lance une révolte contre les Aghlabides de Kairouan.
En 909, Abu Abdallah parvient à délivrer l'imam ismaélien Ubayd Allah et à l'introniser. Ce dernier, contrôlant une grande partie du Maghreb, de l'extrémité est du Maroc à la Libye (aujourd'hui Algérie, Tunisie, Libye) est alors suffisamment puissant pour contester l'autorité du calife de Bagdad. Il choisit une capitale en fondant la ville de Mahdiyya, sur une presqu’île du Sahel tunisien, où il se proclama lui-même calife en 909. En 969, les Fatimides conquirent l'Égypte, grâce au général Jawhar al-Siqilli, sur ordre du calife al-Mu‘izz. Le général entra à Fustât le 7 juillet 969. Ils fonderont, près de cette ville, une nouvelle capitale qu'il nommèrent al-Qâhira (Le Caire), ce qui signifie « la Victorieuse ». Le Caire deviendra la capitale des Fatimides, qui s'y déplacent à la suite d'un soulèvement en Ifriqiya, mené par un chef berbère du nom d'Abu Yezid, laissant les Zirides en tant que gouverneurs de leurs territoires en Afrique du Nord.
Les Fatimides continuèrent à étendre leurs conquêtes jusqu'à la Syrie et parvinrent à s'établir à Malte et en Sicile, et à mettre temporairement un pied en Italie méridionale. Devenue cité impériale, avec les deux palais et la mosquée al-Azhar, le Caire est entouré d'un rempart de calcaire, à la fin du XIe siècle, par les architectes byzantins. Un siècle après, miné par la peste et l'inflation, l'empire fatimide s'effondre sous les coups du royaume franc de Jérusalem.

## Sultanat des Ayyoubides (1171-1341)
La dynastie musulmane des Ayyoubides est une famille kurde et descendante d’Ayyoub. À l’origine ce sont des officiers des émirs Zengi puis Nur ad-Din. Ensuite, Saladin prend le pouvoir en Égypte en 1170, puis unifie la Syrie contre les Francs (appellation des européens pendant les croisades), avant de conquérir la plus grande partie des États latins d'Orient. Après lui, les sultans Al-Adel et Al-Kamil règnent en Égypte jusqu’en 1250, tandis que d’autres princes ayyoubides se succèdent en Syrie jusqu’en 1260 et au Yémen jusqu’en 1229.

## La période mongole (débutXIIIe-1506)
À la suite des invasions commencées par Gengis-Khan, une partie du monde musulman passe sous domination mongole. Deux dynasties se succèdent, les ilkhanides et les timourides.

## Trois empires islamiques
Dans l'histoire du monde islamique, la période des trois empires désigne le moment (XVIe et XVIIe siècles) durant lequel le monde islamique est divisé en trois grands ensembles : le monde ottoman autour de la Méditerranée (Maroc excepté) ; le monde safavide en Iran et le monde moghol en Inde. Plus tard, aux XVIIIe siècle et XIXe siècle, plusieurs régions islamiques sont tombées sous la tutelle de puissances européennes.

### Empire moghol (1526-1857)
L'Empire moghol est fondé en Inde par Bâbur, le descendant de Tamerlan, en 1526, lorsqu'il défait Ibrahim Lodi, le dernier sultan de Delhi à la bataille de Pânipat.Le nom « Moghol » est dérivé du nom de la zone d'origine des Turcs timurides, ces steppes d'Asie centrale autrefois conquises par Genghis Khan et connues par la suite sous le nom de « Moghulistan » : « Terre des Mongols ». Bien que les premiers Moghols aient parlé la langue tchaghataï, et conservé des coutumes turco-mongoles, ils avaient pour l'essentiel été « persanisés ». Ils introduisirent donc la littérature et la culture persanes en Inde, jetant les bases d'une culture indo-persane.
L'Empire moghol marque l'apogée de l'expansion musulmane en Inde. En grande partie reconquis par Sher Shâh Sûrî, puis à nouveau perdu pendant le règne d'Humâyûn, il se développe considérablement sous Akbar, et son essor se poursuit jusqu'à la fin du règne d'Aurangzeb. Après la disparition de ce dernier, en 1707, l'empire entame un lent et continu déclin, tout en conservant un certain pouvoir pendant encore 150 ans. En 1739, il est défait par une armée venue de Perse sous la conduite de Nâdir Shâh. En 1756, une armée menée par Ahmad Shâh pille à nouveau Delhi, tandis que l'empire devient un espace d'affrontements entre les Européens (les Britanniques agrandissent leurs possessions et envahissent le Bengale à l'issue de la guerre de Sept Ans). Après la révolte des Cipayes (1857-1858), les Britanniques exilent le dernier empereur moghol, resté jusqu'à cette date, le souverain en titre de l'Inde.

### Empire séfévides (1501 -1736)
La dynastie des Séfévides ou Safavides (en persan : صفویان, Safaviān) régna sur l'Iran de 1501 à 1736. Succédant aux Timourides, ils sont la première dynastie iranienne totalement indépendante à régner sur l'Iran depuis près de 500 ans. Les Safavides sont issus d'un ordre religieux soufi militant d'origine probablement kurde, fondé au XIVe siècle. Ils se convertissent au chiisme duodécimain sous l'autorité de leur premier souverain, Ismaïl Ier (1487-1524). Soutenu par les nomades turcs Qizilbash, à partir de 1508, Ismaïl règne sur l'ensemble des territoires auparavant dominés par les Aq Qoyunlu, également des turcophones. À partir de 1510, les Séfévides, dont la montée en puissance va de pair avec la création d'une théocratie dirigée par le shah, s'opposent à l'est aux Ouzbeks également turcophones et dirigés par Mohammad Shaybânî, et à l'ouest aux Ottomans, défenseurs du sunnisme. La dynastie atteint son apogée sous Abbas Ier le Grand, chah de 1588 à 1629.

### Empire ottoman (1299-1923)
L’Empire ottoman (en turc : Osmanlı İmparatorluğu, en turc ottoman  دَوْلَتِ عَلِيّهٔ عُثمَانِیّه  : Devlet-i Âliye-i Osmâniyye) est un régime politique en place de 1299 à 1923. État fondé par un clan turcique oghouze en Anatolie occidentale, il s’agrandit progressivement en Asie occidentale, Europe du Sud-Est et Afrique du Nord jusqu’à s’étendre, à l'apogée de sa puissance, sur l’Anatolie, le haut-plateau arménien, les Balkans, le pourtour de la mer Noire, la Syrie, la Palestine, la Mésopotamie, le pourtour de la péninsule arabique, l’Égypte et la majeure partie du littoral du Maghreb. C’était alors un État musulman mais pluriethnique où cohabitèrent dans un système confessionnel des peuples d’origines, langues et religions différentes, dont de nombreux ressortissants adoptèrent la foi musulmane (ma'mīnīm) et, par endroits la langue turque, pour ne plus subir le haraç (double-capitation) et l’enlèvement des garçons (pour devenir janissaires), grossissant ainsi au fil des siècles les rangs du peuple turc. L’empire diminua ensuite tout aussi progressivement jusqu’à se réduire, à l’issue de la première Guerre mondiale, à peu de chose près au territoire de la Turquie actuelle, et fut aboli le 1er novembre 1922 laissant place à la république turque.
Après la Première Guerre mondiale, une partie des restes de l'Empire ottoman a été mise sous protectorat des européens.

## Islam auXXesiècle

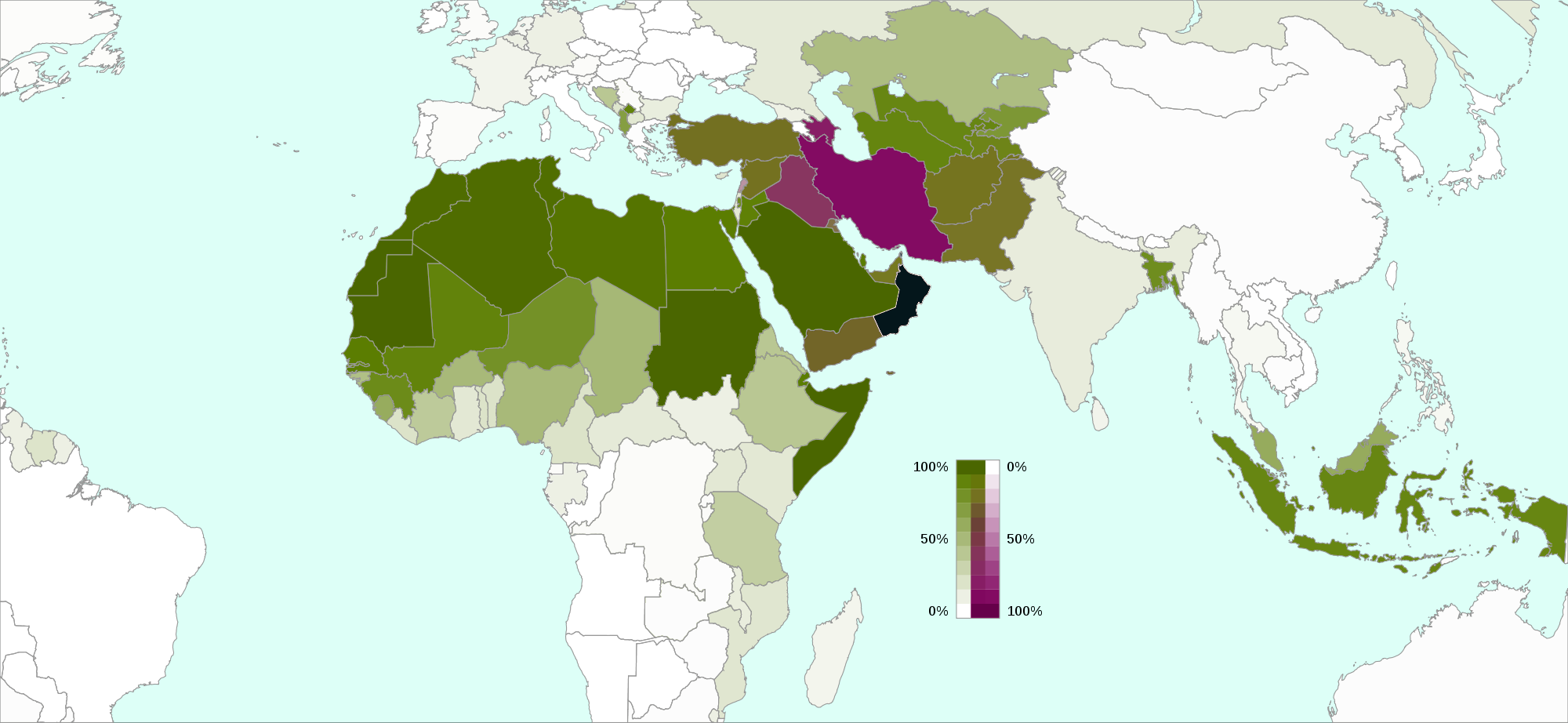
L'Islam dans le monde au XXIe siècle. Carte des pays dont la communauté musulmane représente plus de 10 % de la population. En vert les pays à majorité sunnite en violet ceux à majorité chiite.

Le XXe siècle a apporté des changements radicaux, technologiques et organisationnels à l'Europe, les états islamiques se sont retrouvés moins modernes que les nations occidentales.
Bien qu'affectée par diverses idéologies, telles que le communisme, pendant une bonne partie du XXe siècle, l'identité islamique et la prépondérance de l'islam sur des questions politiques s’est accrue au cours de la fin du XXe siècle et le début du XXIe siècle. La croissance rapide, les intérêts occidentaux dans des régions islamiques, les conflits internationaux et la mondialisation ont modifié l'influence de l'islam sur le monde du XXIe siècle.
Une certaine rupture dans l’exégèse apparaît au XXe siècle puisqu'elle sont actuellement des "projections de convictions diverses sur le Livre" et non une recherche historique sur le texte coranique. Elle s'accompagne de la perte de la richesse des sens de compréhension du texte. Celles-ci, dont celle de l'islamiste Sayyid Qutb, ont une influence grande dans le monde musulman50.
Différents évènements touchent le « monde islamique »: le mouvement pour le Pakistan, le mouvement des Taliban, la partition de la Palestine, la révolution iranienne, le panarabisme, etc.

### Réforme salafo-wahhabite
Le wahhabisme est un courant qui se fonde sur l'enseignement de Mohammed ben Abdelwahhab (1703-1792) ; elle est dérivée du hanbalisme, et se réclame de savants tels qu'Ibn Taymiyyah ou encore Ibn Al-Qayyim qui sont eux-mêmes de l'école hanbalite.

## Dynasties musulmanes

### Al-Andalus,SicileetMaghreb
- Califat de Cordoue et Omeyyades de Cordoue
- Royaume zianide de Tlemcen
- Abbadides
- Dynastie alaouite
- Almoravides
- Almohades
- Sultanat hafside de Tunis
- Hammadides
- Husseinites
- Kalbites
- Mérinides
- Nasrides
- Idrissides
- Ifrenides
- Saadiens
- Wattassides
- Zirides

### Égypte
- Fatimides
- Ayyoubides
- Mamelouk

### Afrique subsaharienne
- Aghlabides
- Empire du Mali
- Empire songhaï
- Empire du Macina

### Arabie
- Hachémites
- Marwanides
- Abbassides
- Omeyyades
- Dynastie saoudienne

### Anatolie
- Jalayirides
- Seldjoukides
- Empire ottoman

### PerseetAsie centrale
- Qarakhanides
- Tahirides
- Saffarides
- Ziyarides
- Samanides
- Bouyides
- Ghaznévides
- Ghorides
- Khwârezm-Shahs
- Ilkhanides
- Muzaffarides
- Empire timouride
- Chaybanides
- Séfévides
- Afcharides
- Dynastie Zand
- Dynastie Kadjar
- Dynastie Pahlavi

### Inde
- Sultanat de Delhi
- Empire moghol

### Asie du Sud-Est
- Sultanat d'Aceh
- Sultanat du Brunei
- Sultanat de Johor
- Sultanat de Malacca